# Taxi (phim truyền hình)
Taxi là một bộ phim truyền hình được thực hiện bởi Hãng phim Truyền hình Thành phố Hồ Chí Minh, Đài Truyền hình Thành phố Hồ Chí Minh do Phạm Ngọc Châu làm đạo diễn. Phim phát sóng vào lúc 18h00 từ Chủ Nhật đến thứ 3 hàng tuần bắt đầu từ ngày 12 tháng 7 năm 2009 và kết thúc vào ngày 24 tháng 8 năm 2009 trên kênh HTV9.

## Nội dung
Taxi xoay quanh Tuấn (Trí Quang) và Bảo (Khương Ngọc) – hai anh chàng tài xế taxi. Trước đây Tuấn là trinh sát còn Bảo là con của một Giám đốc công ty tên tuổi. Hai thái cực ấy tình cờ chạm mặt và từ những hiểu lầm, định kiến ban đầu, Tuấn và Bảo đã dần dần trở nên thấu hiểu nhau, cùng trải qua những giờ phút sinh tử...

## Diễn viên
- Khương Ngọc trong vai Bảo[6]
- Trí Quang trong vai Tuấn[6]
- Hoài An trong vai Ngọc[2]
- Hữu Luân trong vai Ông Bình[2]
- Thiên Hương trong vai Bà Linh[2]
- Trương Quỳnh Anh trong vai Lan[2]
- Quốc Huy trong vai Hiếu
- Quỳnh Anh trong vai Lệ
- Huỳnh Anh Tuấn trong vai Luật sư Thắng
- Đinh Y Nhung trong vai Song Trúc
- NSƯT Phi Điểu trong vai Bà Tâm
- Công Ninh trong vai Ông Tùng
- Ngân Quỳnh trong vai bồ Sĩ

Cùng một số diễn viên khác....

## Ca khúc trong phim
Bài hát trong phim là ca khúc "Tình yêu chợt đến" do Quang Anh sáng tác và Lan Phương thể hiện.

## Sản xuất
Quá trình quay phim chính của bộ phim diễn ra trong năm 2008. Kịch bản tác phẩm do nhóm biên kịch công ty Cánh Đồng Gió viết theo đơn đặt hàng của TFS. Bối cảnh phim chủ yếu diễn ra trên đường vào giờ cao điểm. Đây được coi là bộ phim truyện truyền hình Việt Nam đầu tiên lấy chủ đề về nghề lái taxi và cũng là bộ phim đầu tiên do đạo diễn Phạm Ngọc Châu cầm trịch. Dù có nội dung tập trung vào hai nhân vật chính là tài xế taxi, bộ phim cũng được cài cắm nhiều tình huống mang hơi hướng hình sự, đua xe... vì vậy việc quay phim thường phải diễn ra vào buổi đêm thay vì ban ngày. Vấn đề về dựng phim đã gặp phải nhiều khó khăn khi không thể tìm được một nơi có bãi đậu xe, văn phòng giống đời thực, dù vậy vào sát ngày bấm máy, một công ty taxi đã cho đoàn phim mượn bối cảnh để quay phim. Hai diễn viên chính của bộ phim lần lượt do Khương Ngọc và Trí Quang đảm nhận, trong đó để nhập tâm vào nhân vật, các diễn viên đã phải thức dậy từ bốn giờ sáng để đến những bãi xe quan sát thực tế. Các cảnh quay mạo hiểm trong phim cũng được hai diễn viên chính tự thực hiện.

## Đón nhận
Tại thời điểm phát sóng, Taxi đã thu hút lượng lớn người xem, được cho là vì khai thác đề tài mới lạ và hiếm hoi so với các bộ phim cùng thời điểm. Bài viết của báo Tuổi Trẻ đã khen ngợi bộ phim khi thể hiện một cách gần gũi và chân thực với những tình huống bất công hay cảm động về tình người "được đặt dưới lăng kính nhẹ nhàng, dí dỏm và chia sẻ", dù vậy vẫn chỉ ra những thiếu sót trong phim như hóa trang quá kỹ làm giảm tính chân thực của nhân vật hay những hạn chế về mặt kinh phí và nhà tài trợ. Diễn xuất của Khương Ngọc cũng nhận về nhiều đánh giá tích cực và là vai diễn đầu tiên mang về cho anh đề cử tại giải HTV Awards 2009.

## Giải thưởng
| Năm  | Giải thưởng   | Hạng mục                                | (Người) đề cử  | Kết quả | Tham khảo          |
| ---- | ------------- | --------------------------------------- | -------------- | ------- | ------------------ |
| 2009 | Giải Mai Vàng | Đạo diễn phim truyền hình               | Phạm Ngọc Châu | Đề cử   | [ 9 ] [ 10 ]       |
| 2009 | Giải Mai Vàng | Nam diễn viên truyền hình               | Khương Ngọc    | Đề cử   | [ 9 ] [ 10 ]       |
| 2010 | HTV Awards    | Nam diễn viên chính được yêu thích nhất | Khương Ngọc    | Đề cử   | [ 7 ] [ 8 ] [ 11 ] |